# القعنبي
عبد الله بن مسلمة بن قَعْنَب الحارثي، من كبار رواة الحديث عند أهل السنة والجماعة، أصله مدني وسكن البصرة. وهو معدود في الفقهاء من أصحاب مالك. قال العجلي:« قرأ مالك عليه نصف الموطأ، وقرأ هو على مالك النصف الباقي.» ولد بعد سنة 130 هـ  وتوفي حوالي 221 هـ في مكة.

## أقوال العلماء فيه
- قال الذهبي: «سكن البصرة ثم مكة وبها توفي... وهو أوثق من روى الموطأ.»[5]، وقال: «شيخ الإسلام، الحافظ.»[6]
- وقال الصفدي: «أخذ العلم عن مالك رضي الله عنه، وهو من جلة أصحابه وفضلائهم وخيارهم.»[7]
- وقال حاتم بن الليث: «كان له فضل وعبادة.»[4]
- وقال أبو حاتم: «ثقة حجة لم أر أخشع منه.»[3]
- وقال أبو زرعة: «ما كتبت عن أحد أجل في عيني منه.»[8]
- وقال الزركلي: «من رجال الحديث الثقات.» [9]

## شيوخه ومن روى عنهم
أفلح بن حميد، وابن أبي ذئب وشعبة بن الحجاج، وأسامة بن زيد بن أسلم، وداود بن قيس الفراء، وسلمة بن وردان ويزيد بن إبراهيم التستري ومالك بن أنس، ونافع بن عمر الجمحي، والليث بن سعد والدراوردي، وإبراهيم ين سعد وإسحاق بن أبي بكر المدني، والحكم بن الصلت، وحماد بن سلمة وسليمان بن بلال وعيسى بن حفص بن عاصم بن عمر وسليمان بن المغيرة، وهشام بن سعد، وأنس بن عياض وغيرهم.

## تلاميذه ومن روى عنه
البخاري ومسلم وأبو داود، والخريبي وهو من شيوخه، ومحمد بن سنجر الحافظ، ومحمد بن يحيى الذهلي، ومحمد بن عبد الله بن عبد الحكم، وأبو حاتم الرازي، وعبد بن حميد، وعمرو بن منصور النسائي، وأبو زرعة الرازي، ومحمد بن غالب تمتام وإسماعيل القاضي، ومحمد بن أيوب بن الضريس، وعثمان بن سعيد الدارمي، ومحمد بن معاذ دران وإسحاق بن الحسن الحربي، ومعاذ بن المثنى وأبو مسلم الكجي، وأبو خليفة الجمحي، وغيرهم.

## وفاته
ذكر الذهبي وفاته في المحرم سنة (221هـ).